# Magnitud adimensional
Una Magnitud adimensional (en anglès, dimensionless quantity), és una quantitat sense una dimensió física associada, essent per tant un nombre sense associar que permet descriure una característica física sense dimensió ni unitat d'expressió explícita, i que com a tal, sempre té una dimensió d'1. Les magnituds adimensionals són àmpliament utilitzadas en matemàtica, física, enginyeria, economia i també en la vida quotidina (per exemple, quan es compta). Molts nombres ben coneguts, com el π, e i φ, són també adimensionals. En canvi les magnituds no adimensionals es mesuren en unitats de longitud, àrea, temps, etc.
Sovint es defineixen les magnituds adimensionals com productes, raons o relacions de quantitats que sí que tenen dimensions, però les dimensions de les quals es cancel·len quan les seves potències es multipliquen.
L'anàlisi dimensional s'utilitza per a definir les quantitats adimensionals. La unitat del SI derivada associada és el nombre 1. El Comitè Internacional de Pesos i Mesures va considerar la definició de la unitat 1 com l'"u", però la idea va ser abandonada.
Les magnituds adimensionals estan involucrades particularment en la mecànica de fluids i en la descripció de fenòmens de transport, moleculars i convectius, donat que utilitzrn la similitud de models reduïts o teoria de les maquetes i construeix la interpretació dels resultats d'assaigs. S'anomenen nombres adimensionals, nombres sense dimensió o ins i tot nombres característics.

## Propietats
Malgrat que una magnitud adimensional no té cap dimensió física associada a ella, pot tenir unitats adimensionals. Per a mostrar la magnitud que s'està mesurant, de vegades és útil usar les mateixes unitats, tant en el numerador com en el denominador (kg/kg o mol/mol). La magnitud també es pot administrar com una relació entre dues unitats diferents que tenen la mateixa dimensió. Aquest pot ser el cas dels càlcul de pendents matemàtiques en els gràfics, o en fer conversions d'unitats. Altres unitats adimensionals comunes són el % (= 0,01), el ‰ (= 0,001), la ppm (= 10 -6), la ppb (= 10-9), la ppt (= 10-12) i unitats angulars (graus, radians, grad).
- En el cas de la quantitat adimensional π, essent la relació de la circumferència d'un cercle amb el seu diàmetre, el nombre serà constant independentement de les unitats que s'utilitzin per a mesurar la circumferència i el diàmetre, sempre que sigui la mateixa unitat per ambdues.

## Constants físiques adimensionals
Certes constants físiques fonamentals, com la velocitat de la llum al buit, la constant de gravitació universal, la constant de Boltzmann o la constant de Planck es poden normalitzar a 1 si s'escullen les unitats apropiades de temps, longitud, massa, càrrega elèctrica i temperatura. El sistema d'unitats que en resulta es coneix com a unitats naturals. Tanmateix, no totes les constants físiques es poden normalitzar d'aquesta manera.